# Gisella Orsini
Gisella Orsini (Ginevra, 9 dicembre 1971) è una scrittrice ed ex marciatrice italiana.
La sua specialità è la marcia su 20 km. Ha fatto parte del gruppo sportivo della Forestale.

## Biografia
Gisella Orsini ha conseguito con il massimo dei voti la laurea in filosofia presso l'Università Gabriele D'Annunzio di Chieti.
È stata atleta professionista, per l'atletica leggera, vestendo per 15 volte la maglia azzurra, specialità marcia 20 km.
Ha  partecipato a 5 coppe del mondo (Mezidon '99, Torino '02, Naumburg '04, La Coruna '06, Cheboksary 2008), 4 Coppe Europa (Dudince '01, Cheboksary '03, Miskolc '05, Leadmington '07), 3 incontri internazionali (Clermont Ferrant, Podebrady), un campionato del mondo individuale (Helsinki '05), un campionato europeo (Goteborg '06). Ha inoltre partecipato ai campionati mondiali militari a Catania.
Si è laureata due volte campionessa italiana nella 20 km di marcia, nell'anno 2006 e 2007.
È campionessa europea a squadre alla coppa Europa di  Dudince 2001, vice campionessa del mondo a squadre alla coppa del mondo di Torino 2002, vicecampionessa europea a squadre alla coppa europa di Miskolc 2005.
Ha partecipato a varie esperienze di laboratori teatrali ed ha seguito due corsi di sceneggiatura tenuti da Franca De Angelis a Pescara.
È stata finalista presso il primo Concorso letterario CepagattiArte, nel mese di ottobre 2015  
È vincitrice, nella sezione tema libero, del sesto concorso letterario IdeaDonna 2015 (San Benedetto del Tronto) con il testo "Il sapone d'Aleppo".
Si è classificata al terzo posto al XVIII Premio nazionale "Caro diario" di Ortucchio (AQ) con il racconto "Travolta nel buio". 
Ha scritto insieme a Simona Barba il romanzo "Veleno nelle gole" pubblicato nel luglio 2016 (RCE Riccardo Condò Editore ISBN 9788897028345).
È vincitrice, con la sceneggiatura di Veleno nelle gole, nella sezione lungometraggi, alla XVI edizione del RIFF - Roma Independent Film Festival 2016.
È tra gli autori di "Eva non è sola - un'antologia contro la violenza di genere", pubblicato nel novembre 2016; di "My Corazon y Tu Corazon - un'antologia per aiutare il Venezuela" pubblicato nell'aprile 2017; di "Storie, Miti e Leggende in Terra d'Abruzzo" pubblicato nel settembre 2017; di "Fuori dal coro" pubblicato nel settembre 2017.
È vincitrice, con la sceneggiatura "Cortine", insieme a Simona Barba, nella sezione cortometraggi, al terzo premio letterario internazionale "Terra di Guido Cavani"- 2017
Ha collaborato alla scrittura dei dialoghi nel film ‘Nati due volte’
Ha scritto, insieme a Erminia Cardone, la sceneggiatura del film "Care Bestie" uscito in sala il 20 aprile 2023
Ha vinto una borsa di studio per una segnalazione di merito al Premio letterario Storie di sport, Festival Rocky Marciano.
È vincitrice, con la sceneggiatura de L’ultimo lenzuolo bianco, nella sezione lungometraggi, alla XXI edizione del RIFF - Roma Independent Film Festival 2022.
Si è classificata terza alla III edizione del Concorso letterario nazionale Il silenzio uccide 2023, con il racconto "Morta lei, starò bene"
È iscritta a WGI (Writers Guild Italia).
Attualmente è occupata nelle forze dell'ordine.

## Campionati nazionali
- ai Campionati italiani assoluti di atletica leggera, Marcia 20 km strada (2006 e 2007)